# فیلپ واتون
فیلپ واتون (فرانسوی: Philippe Vatuone‎؛ زادهٔ ۱۳ آوریل ۱۹۶۲) ژیمناست هنری اهل فرانسه است.